# Mehmed Esad Efendi (1707-1778)
Mehmed Esad Efendi (Vassafzade Mehmet Esat Efendi, 1707-1778) fou un religiós otomà, fill del Xaikh al-Islam Abdullah Vassaf Efendi (1755).
Va ocupar diversos càrrec religiosos i fou kadiasker d'Anadolu (1768) i de Rumèlia (1773). Fou nomenat Xaikh al-Islam el desembre de 1776 però quan es va posar molt malalt va renunciar el juliol de 1778 i va morir pocs dies després.